# Мафия (фильм, 1951)
«Мафия» (англ. The Mob) — нуаровый триллер режиссёра Роберта Пэрриша, который вышел на экраны в 1951 году.
Фильм рассказывает о жёстком и упорном копе (Бродерик Кроуфорд), который под прикрытием внедряется в мафию с целью пресечь её нелегальную деятельность в порту.
Фильм получил в целом высокие оценки критики, отметившей актуальность тематики, жёсткое и неприукрашенное отображение действительности, хорошие диалоги и особенно сильную постановку сцен экшна. Вместе с тем, по мнению ряда критиков, впечатление от фильма портит его слабая концовка.

## Сюжет
Однажды поздно вечером в проливной дождь полицейский детектив Джонни Дамико (Бродерик Кроуфорд) заходит в ломбард, чтобы купить кольцо своей невесте. Выйдя на улицу, он вдруг слышит выстрелы, после чего замечает в сквере убитого мужчину, над которым кто-то склонился. Джонни подходит сзади, чтобы задержать склонившегося, однако тот предъявляет ему значок лейтенанта полиции Хендерсона. Пока Джонни осматривает тело жертвы, «Хендерсон», быстро подбирает свой пистолет и уходит, якобы чтобы вызвать оперативную группу. Некоторое время спустя, когда опергруппа так и не появляется, Джонни заходит в ближайшую лавку, куда пошёл «Хендерсон», выясняя, что тот скрылся через выход с противоположной стороны здания. Джонни докладывает о случившемся своему боссу, лейтенанту Бэнксу (Отто Хьюлетт), который приказывает ему немедленно прибыть в участок. В своём кабинете Бэнкс сообщает Джонни, что значок полицейского, который ему показали на месте преступления, принадлежал копу, убитому несколькими часами ранее. Установлено также, что убитым, которого обнаружил Джонни, был главный свидетель по делу о рэкете в порту, которое сейчас рассматривается в суде. Хотя Джонни и не может дать чёткого описания убийцы и позволил ему уйти с места преступления, тем не менее, Бэнкс решает не наказывать его, вместо этого давая новое задание. Он поручает Джонни под прикрытием устроиться в порт, чтобы выйти на главу действующей там банды рэкетиров, известного как Блэки Клэгг, который и подозревается в этом убийстве. Полиция через газеты объявляет, что Джонни отстранён от работы, публикуя вместо фотографии Джонни фото его дяди. Тем временем Джонни выезжает в Новый Орлеан, откуда под именем крутого парня Тима Флинна должен вернуться в свой город и устроиться на работу в порт. Перед отъездом Джонни встречается со своей девушкой, медсестрой Мэри Кирнан (Бетти Бюлер), делая ей предложение, после чего сообщает, что уедет из города на несколько недель.
Некоторое время спустя Джонни прибывает из Нового Орлеана в качестве моряка торгового корабля, и под именем Флинн селится в дешёвую портовую гостиницу «Ройал», где в баре знакомится с докером Томом Клэнси (Ричард Кайли). На следующий день в офисе по трудоустройству, дав по совету Тома взятку чиновнику, Джонни быстро получает разрешение на работу. Прибыв в док, где бригадир Тони (Джон Марли) распределяет подряды на работу, Джонни подслушивает разговоры докеров, после чего заявляет бригадиру, что направлен «не от Джо Кастро, а выше». После этого Тони даёт Джонни привилегированную работу на автопогрузчике, что вызывает возмущение вытесненного Кулио (Фрэнк де Кова), который обещает разобраться с Джонни. После работы Кулио действительно набрасывается на Джонни, но тот легко с ним расправляется. Тем же вечером человек по имени Ганнер (Нэвилл Брэнд) силой заталкивает Джонни в машину и отвозит его к Джо Кастро (Эрнест Боргнайн), который является фактическим хозяином дока. Обыскав Джонни по приказу Кастро, Ганнер находит у него пистолет, из которого делает выстрел в стену. Затем, отправив Ганнера «за пивом», Кастро подробно допрашивает Джонни о его прошлом и о том, почему он решил стать докером, после чего ему возвращают пистолет и отпускают. На следующее утро в доке Джонни арестовывают за убийство Кулио, застреленного из такого же пистолета, как у него. В участке сержант Беннион (Уолтер Клэвин) на основании того, что у Джонни вчера была стычка в Кулио, обвиняет его в убийстве. Он допрашивает Джонни с пристрастием, требуя того сознаться в убийстве, однако Джонни стоит на том, что никого не убивал. Информация об аресте «Флинна» по полицейским сводкам доходит до Бэнкса, который распоряжается немедленно провести баллистическую экспертизу, после получения результатов которой Джонни выпускают на свободу. Во время тайной встречи Джонни рассказывает Бэнксу всё, что успел узнать о Кастро, при этом заявляя, что это не Блэки Клэгг, который стоит выше него. Тогда Бэнкс советует Джонни обратить особое внимание на Тома. В баре гостиницы «Ройал» бармен Смути (Мэтт Кроули) рассказывает Джонни о ходящем в доке слухе, что Джонни подставили в убийстве Кулио, говоря, что в этом деле замешан Ганнер. На основе этой информации, но ещё не добыв доказательств, Джонни просит Бэнкса без лишнего шума арестовать Ганнера за убийство Кулио. На следующий день Том приглашает Джонни провести совместный вечер с двумя знакомыми девушками — Дорис (Джин Александер) и Пегги (Линн Бэггетт). Джонни не знает, что Пегги является женой Тома, которую он попросил напоить Джонни и выяснить о нём как можно больше. После того, как в номере Тома выпивший Джонни пристаёт к Пегги с поцелуями, Том угощает его коктейлем, от которого тот мгновенно отключается. На следующее утро Джонни приходит в себя в своём номере, видя перед собой Кастро с пистолетом в руке, который требует сказать, куда пропал Ганнер. Когда Кастро выводит Джонни из номера, вероятно, чтобы убить его в тихом месте, Том подходит к гангстеру сзади и бьёт его дубинкой по голове. Тот теряет сознание, после чего Том и Джонни затаскивают его обратно в номер и связывают. Том называет Джонни его настоящим именем, после чего сообщает, что является правительственным агентом, который расследует махинации со страховками в порту, которыми занимался Кастро. Как объясняет Том, вчера вечером он устроил вечеринку, чтобы заполучить отпечатки пальцев Джонни, активность которого показалась ему подозрительной. Выяснив, что Джонни является офицером полиции, Том прощается с ним, говоря, что с арестом Кастро его задание выполнено.
После отъезда Тома Джонни спускается в бар, где бармен Смути говорит ему, что один очень важный человек хотел бы встретиться с ним этим вечером, и что после работы Смути лично отвезёт его на встречу на своей машине. Джонни сообщает об этом Бэнксу, предполагая, что это может быть встреча с Блэки Клэггом. За несколько оставшихся часов полицейские устанавливают в машину Смути прослушивающее оборудование, а также специальный механизм, который будет оставлять на асфальте следы флюорисцирующими каплями, по которым полиция сможет проследить за маршрутом машины Смути. По дороге Смути говорит Джонни, что человек, к которому они едут, хочет поручить Джонни убийство полицейского за 10 тысяч долларов. Бэнкс в своей машине слушает разговор Смути и Джонни, следуя за их машиной по следам на асфальте. Однако неожиданно вслед за машиной Смути на дорогу выворачивает автомобиль дорожной службы, который очищает асфальт от пятен, и Бэнкс в итоге только приблизительно может вычислить квартал, где остановилась машина Смути. Поднявшись на верхний этаж складского здания, Смути проводит Джонни в шикарные апартаменты, где тот видит Бениона, убеждаясь, что тот работает на мафию. После ухода коррумпированного копа Смути заявляет, что он и есть Блэки Клэгг, поручая «Флинну» убить детектива Джонни Дамико. Он показывает ему фальшивый портрет Джонни в газете и выдаёт аванс в пять тысяч долларов, говоря, что у «Флинна» нет права на отказ, так как теперь он работает на него. Затем Блэки проводит Джонни в отдельную комнату, где один из его подручных пытает Мэри, пытаясь узнать у неё местонахождение Джонни Дамико. Не выдержав, Джонни толкает бандита и гасит в комнате свет, после чего начинается перестрелка. Схватив Мэри в качестве заложницы, Блэки выскакивает из комнаты, однако Джонни успевает ранить его в руку. В этот момент здание окружает полиция, начиная преследовать быстро отъезжающую машину. Однако, как выясняется некоторое время спустя, за её рулём был один из сообщников Блэки, а сам Блэки тихо скрылся через потайной выход. Несколько дней спустя Джонни навещает Мэри в больнице, где та восстанавливается после избиений и шока. В этот момент в палату заходит Блэки с пистолетом в руке, который заранее подкупил лечащего врача и занял соседнюю палату. В тот момент, когда Блэки готовится застрелить Джонни и Мэри, в палате неожиданно появляется медсестра, которая открывает жалюзи, и почти сразу же снайперы из дома напротив через окно убивают Блэки. Как позднее поясняет Бэнкс, медсестра была сотрудницей полиции. После завершения дела Джонни и Мэри празднуют это событие вместе с Томом и Пегги.

## В ролях
- Бродерик Кроуфорд — Джонни Дамико
- Бетти Бюлер — Мэри Кирнан
- Ричард Кайли — Томас Клэнси
- Отто Хьюлетт — лейтенант полиции Бэнкс
- Мэтт Кроули — Смути, бармен
- Нэвилл Брэнд — Ганнер, подручный Кастро
- Эрнест Боргнайн — Джо Кастро
- Уолтер Клэван — сержант полиции Беннион
- Джин Александер — Дорис Клэнси
- Линн Бэггетт — Пегги Клэнси
- Ральф Дамке — комиссар полиции
- Джон Марли — Тони
- Фрэнк де Кова — Кулио
- Чарльз Бронсон — Джек, докер (в титрах не указан)

## Создатели фильма и исполнители главных ролей
Как пишет историк кино Ричард Харланд Смит, режиссёр Роберт Пэрриш родился в 1916 году в Джорджии, вскоре после этого переехав со всей семьёй в Голливуд, куда перевели его отца, работавшего торговым агентом компании «Кока-Кола». Семья из шести человек ютилась в одной комнате, существуя на зарплату отца, пока мать не узнала о том, что в Голливуде платят по 5 долларов за роли детей-статистов. Вскоре «все дети Пэрришей стали получать работу в проектах Джона Форда и Хэла Роуча, а Роберт сыграл более значимые эпизодические роли» в таких фильмах, как «На западном фронте без перемен» (1930) и «Огни большого города» (1931). Как далее отмечает Смит, «по мере взросления Роберт перешёл по другую сторону камеры, став значимым членом команды режиссёра Джона Форда». Затем, «став самостоятельной фигурой», Пэрриш поделил «Оскар» за монтаж фильма Роберта Россена «Тело и душа» (1947) и был номинирован на «Оскар» за монтаж фильма «Вся королевская рать» (1949). После этого Пэрриш решил попробовать свои силы в качестве режиссёра, и, по мнению Смита, уже «первые его фильмы были отмечены техническим мастерством, несмотря на очевидную ограниченность бюджета». Режиссёрским дебютом Пэрриша стал фильм нуар «Крик об опасности» (1951) с Диком Пауэллом в главной роли, который, по словам Смита, выступил также неформальным исполнительным продюсером и заместителем режиссёра фильма, поставив несколько сцен. Как пишет критик, «Пауэлл сам хотел помочь Пэрришу подняться как режиссёру, и это сработало — журнал Variety высоко оценил „сильное режиссёрское мастерство“ Пэрриша». В том же году Пэрриш уже без посторонней помощи поставил «Мафию».
Как далее отмечает Смит, «на момент выхода фильма на экраны единственным актёром с именем в его составе был исполнитель главной роли Бродерик Кроуфорд, который сыграл эту роль сразу после картины „Вся королевская рать“ (1949), которая принесла ему „Оскар“. Однако очень скоро многие актёры второго плана в этом фильме сами добьются признания и даже затмят славу Кроуфорда».
По словам Смита, «для своей первой экранной пробы в Голливуде Эрнест Боргнайн выбрал импровизированную сцену допроса с взрывами насилия, что обеспечило ему постоянный приток ролей крутых парней вплоть до фильма „Марти“ (1955), который принёс ему „Оскар“ за лучшую главную мужскую роль, а также и впоследствии».
Эта картина стала дебютом в кино для радиоактёра из Чикаго Ричарда Кайли, который благодаря «своей аристократической осанке в дальнейшем был обречён на роли интеллектуалов» в таких фильмах, как «Происшествие на Саут-стрит» (1953) и «Школьные джунгли» (1955). В 1965 году Кайли добился крупного успеха на Бродвее в роли Дон Кихота в мюзикле «Человек из Ла Манчи» (спектакль продержался на сцене до 1971 года, выдержав 2328 представлений). Исполнение роли в этом спектакле, по словам Смита, принесло актёру «заметное положение и более широкое разнообразие ролей».
Нэвилл Брэнд, который годом ранее успешно сыграл в фильме нуар «Мёртв по прибытии» (1950), «на протяжении последующих тридцати лет продолжит играть злодеев в голливудских фильмах самого разного качества, но, к сожалению, закончит свою карьеру на эксплуатационных фильмах самого низкого уровня».
Кроме того, «менее значимые роли в фильме сыграли молодой Чарльз Бронсон (в то время изучавший режиссуру в Театре Пасадины)», Джон Марли, позднее прославившийся по фильмам «История любви» (1970) и «Крёстный отец» (1972), а также добившиеся впоследствии признания как характерные актёры Фрэнк де Кова и Дон Мегован.
Как отмечает Смит, «это была предпоследняя картина оператора Джозефа Уокера. Любимый оператор Фрэнка Капры, Уокер был также одним из первопроходцев в применении объективов с переменным фокусным расстоянием (трансфокатор), разработав прототип ещё в 1917 году».

## Исторические условия создания фильма
Как пишет Смит, «после неожиданного нападения Японии на Пёрл-Харбор 7 декабря 1941 года американское правительство испытывало нарастающее беспокойство по поводу угрозы саботажа в незащищённом порту Нью-Йорка». Беспокойство особенно возросло, после того, как 9 февраля 1942 года французский океанский лайнер «Нормандия», захваченный после падения Франции и получивший вторую жизнь как американский корабль «Лафайет» для службы в качестве корабля союзников, загорелся на пирсе и перевернулся. По словам Смита, «хотя причиной случившегося была случайная искра от паяльника сварщика, Альфред Хичкок использовал архивный материал этой катастрофы в фильме „Диверсант“ (1942), раздувая пламя внутренней паранойи». В итоге, по словам киноведа, «служба военно-морской разведки начала беспрецедентную операцию „Криминальный мир“, заключив ограниченное перемирие с главарями американской мафии ради обеспечения тщательного контроля за берегами Манхэттена. Аналогичным образом, год спустя во время вторжения в Сицилию армия США объединила силы с сицилийской мафией с тем, чтобы обеспечить быстрое и беспрепятственное продвижение войск вглубь территории».
Как далее отмечает Смит, «однако уже к концу войны Вашингтон с новой энергией начал борьбу с организованной преступностью». В 1950 году был основан Специальный сенатский комитет по расследованию организованной преступности в коммерческой деятельности между штатами под председательством сенатора Эстеса Кефовера. Комитет провёл слушания в 14 городах, заслушав показания 600 свидетелей. Среди тех, кто был вызван для дачи показаний, были такие мафиозные главари, как Фрэнк Костелло, Альберт Анастасия и «любовница мафии» Вирджиния Хилл. «Слушания транслировались в прямом эфире по телевидению, став важнейшим зрелищем», и, по словам Смита, «Голливуд видел это».
Как далее указывает киновед, «голливудские криминальные фильмы уже давно делались под своё время, и их формула обновлялась приблизительно каждое десятилетие». В промежуток между двумя войнами такие фильмы, как «Враг общества» (1931) и «Лицо со шрамом» (1932) отразили «взлёт и падение харизматичных криминальных антигероев, в конце концов раздавленных неумеренностью своих амбиций». В свою очередь, «послевоенный фильм нуар предложил уставших от жизни протагонистов, погрязших в сетях коррупции, из которых они не в состоянии вырваться». Ещё до завершения слушаний комиссии Кефовера в июле 1951 года на экраны вышла волна новых криминальных фильмов, рассказывающих об огромных криминальных синдикатах, о настоящей «Корпорации убийств», где «киллеры» брали «заказы» на убийство «стукачей», конкурентов и мешающих мафии представителей закона. Названия этих фильмов были бьющими и колоритными — «Насаждающий закон» (1951), «Рэкет» (1951), «Бандитская империя» (1952), «Чикагский синдикат» (1955), «Система» (1955) и «Преступный мир США» (1961). Как отмечает Смит, «одним из первых таких фильмов была „Мафия“ (1951) студии Columbia, которая была выпущена после завершения слушаний комиссии Кефовера в июле, но ещё до публикации её официального отчёта осенью того же года».

## Работа над фильмом
Как указывает Смит, создатели фильма, безусловно, были хорошо знакомы со статьями Малькольма Джонсона из цикла «Преступность в порту». 24 статьи этого цикла были опубликованы в газете The New York Sun в 1949 году, принеся их автору Пулитцеровскую премию по журналистике. На создателей фильма также повлиял киносценарий Артура Миллера «Крюк» (1947), который Бадд Шульберг позднее переработал в сценарий фильма «В порту» (1954).
Сценарий этого фильма написал бывший репортёр Уильям Баурс на основе романа «Порт» Чарльза Вейзера Фрея (псевдоним Фергюсона Финдли), который публиковался с продолжением в журнале Colliers с 22 июля по 19 августа 1950 года.
Это был второй фильм Роберта Пэрриша в качестве режиссёра.
Согласно «Голливуд Репортер» этот фильм стал кинодебютом для театрального актёра Уолтера Клэвуна.
Рабочими названиями фильма были «Порт» и «Запомните это лицо».
Съёмки фильма начались в апреле 1951 году под названием «Запомните это лицо». Это название картины было сохранено для британского рынка, где, как указывает Смит, «слово Mob (мафия) в то время ассоциировалось с толпой с факелами».

## Оценка фильма критикой

### Общая оценка фильма
Как отмечает Смит, после выхода картины на экраны критики приняли её в целом с энтузиазмом, особенно отметив его энергетику и сцены экшна. Так, журнал Variety назвал фильм «крепким и крутым материалом для парней в кожаных куртках и джинсах». В свою очередь, голливудский корреспондент «Нью-Йорк Таймс» Оскар Годбут написал, что фильм «не пытается ничего приукрашивать, а его насилие настолько же увлекательно и стремительно, насколько только можно об этом мечтать», далее отметив, что фильм «предлагает чистых полтора часа горячо поданного беспредела с пистолетами и дубинками».
Современный историк кино Карл Мачек назвал картину «жестоким фильмом, наполненным отвратительными личностями и событиями, воплощающими коррупцию и жестокость», который следует в русле «некоторых гангстерских триллеров, вдохновлённых разгромом организованной преступности после Второй мировой войны». По мнению Мачека, «среди этих фильмов он выделяется демонстрацией безжалостной и жёсткой сущности как преступников, так и полиции» до такой степени, что «временами становится сложно разделить копов под прикрытием и гангстеров». Мачек далее отмечает, что «фильм использует отрывистый ход повествования, характерный для гангстерских фильмов 1930-х годов, обыгрывая при этом послевоенную озабоченность общества вопросами возвращения к нормальной жизни. В итоге получается эклектичный фильм нуар, построенный на нормах и общественных потребностях своего времени».
Спенсер Селби также обращает внимание на то, что «этот фильм ближе других нуаров приблизился к воссозданию гангстерских фильмов 1930-х годов», а Майкл Кини характеризует картину как «жестокий нуар, который наполнен сомнительными и подозрительными персонажами — как бандитами, так и копами. Как и во многих других фильмах нуар здесь трудно различить хороших и плохих парней».
Гленн Эриксон оценил фильм как «захватывающий триллер об организованной преступности» с «нуаровой посылкой о том, что безудержная коррупция засела во многих крупных отраслях промышленности». Сама история, по мнению критика, «не несёт особых сюрпризов, однако подставы, убийства и драки обеспечивают достаточно востребованного гангстерского экшна». Отметив, что фильм «частично снят на натуре», Эриксон также обращает внимание на то, что режиссёр «может гордиться некоторыми очень атмосферными студийными сценами, особенно, первой сценой убийства под дождём».
Деннис Шварц указал на то, что этот фильм «охватывает ту же территорию», что и знаменитый фильм Элии Казана «В порту» (1954), далее отметив, что режиссёр Роберт Пэрриш продемонстрировал здесь своё «умение живо ставить сцены экшна». Шварц пишет, что «в фильме много драк, бандитов и копов, крутых речей и неприукрашенный взгляд на коррупцию в порту». По мнению критика, «жестокость как преступников, так и полиции потрясает, придавая фильму особое ощущение. В остальном же это обычный жестокий криминальный фильм».
Брюс Эдер со своей стороны подчёркивает, что «„Мафия“ — это не „В порту“, хотя его средняя часть, где крутой коп внедряется в ряды нью-йоркских докеров, может заставить вас на минуту подумать, что вы смотрите картину, производную от классического фильма Элии Казана. На самом деле „Мафия“ сделана на два года раньше, чем „В порту“». Сравнивая две картины, Эдер замечает, что «по духу этот фильм ближе фильму нуар, чем почти романтическая криминальная драма Казана. Экшн и темп „Мафии“ кружат голову, сюжетные элементы развёртываются без потери времени на фоне очень колоритного обмена репликами между крутыми парнями. Авторы даже оставляют место для нескольких комических поворотов, которые не замедляют действия вплоть до самого конца». Вместе с тем, критик считает, что по ходу фильма «публика может почувствовать себя „обманутой“, так как герой и некоторые другие персонажи тратят экранное время, порой попадая в тупик или спотыкаясь, однако в итоге большинство повествовательных нитей аккуратно увязываются в концовке. Лишь слишком миленький финал немного ослабляет воздействие картины». Как далее указывает Эдер, «хотя это не классика и не бомба, но крепкий и стильный фильм нуар, создатели которого должны были точно решить, насколько добрым и приятным он должен быть в финале, и приняли неправильное решение. Если бы не эта ошибка с финалом, он мог бы напомнить блестящий „Спящий город“ (1950) и даже „Большую жару“ (1953), но вместо этого остался просто занимательной и развлекательной лентой». И всё же, «благодаря актёрской игре фильм заслуживает просмотра, даже несмотря на его оплошности в сюжете и тональности повествования».

### Оценка актёрской игры
По мнению Эдера, «актёрская игра, начиная от Бродерика Кроуфорда и Ричарда Кайли и далее по списку, очень хорошая». Карл Мачек особенно отметил Кроуфорда, который «свою простую роль превращает в крутой и грубый нуаровый образ» . Майкл Кини также считает, что «Кроуфорд отличен в роли несчастного копа, который пытается искупить крупнейший провал в своей карьере».
Шварц полагает, что «Кроуфорд убедителен в своей героической роли, превращая своего персонажа в нуаровую фигуру благодаря крутому и лишённому сентиментов поведению в опасной ситуации, когда он не в состоянии управлять своей судьбой». Что же касается остальных персонажей, то «Эрнест Боргнайн естественен в образе тёмной личности, придавая своей роли зловещую мощь», а «Нэвилл Брэнд в роли применяющего силовые методы быка Боргнайна усиливает атмосферу жестокости в картине».
По мнению Гленна Эриксона, «звезда фильма Кроуфорд играет чрезмерно и слегка вульгарно, в то время, как интеллигентный Ричард Кайли не вполне убедителен в роли типа, проводящего вечера за пивом и боулингом». Наряду Кроуфордом и Кайли в ролях копов под прикрытием, критик обращает также внимание на «интересные образы грубых и жестоких бандитов» в исполнении Эрнеста Боргнайна и Нэвилла Брэнда, а также Дона Мегована, Джона Марли и Чарльза Бронсона в менее значимых ролях. Вместе они создают «широкий спектр садистских злодеяний», при этом «хорошие парни почти столь же грубы и жестоки».